# Minin (1869)
El Minin (en ruso: Минин) fue un crucero acorazado, único en su clase, construido para la Marina Imperial Rusa durante los años 1860 y 1870.

## Diseño y características
Originalmente diseñado como buque gemelo de la fragata acorazada rusa Kniaz Pozharsky, la armada no estaba satisfecha con este buque ya que creía que los desarrollos extranjeros lo habían vuelto obsoleto y fue rediseñado como un buque de francobordo bajo con aparejo completo, al igual que el malogrado ironclad británico HMS Captain, pero cuando Captain zozobró en una tormenta en 1870, el Minin se reconstruyó como un crucero acorazado con el armamento en los costados y maquinaria mejorada.
Inicialmente, el Minin (llamado así en honor a Kuzmá Minin, mercader y héroe nacional ruso), puesto en grada en los astilleros del Báltico de San Petersburgo, fue construido como un buque blindado de torres armado con cuatro cañones de 279 mm en dos torretas y cuatro cañones de 152 mm. El buque fue botado el 3 de noviembre de 1869 y le iniciaron una reconstrucción completa el año siguiente. el Minin, ya como crucero acorazado, finalmente se completó en 1878.
El buque tenía una eslora total de 94,3 metros, una manga de 15 m, un calado de 7,2 m y desplazaba 6234 t a plena carga. Su casco estaba cubierto de cobre para reducir la bioincrustación y su tripulación contaba con aproximadamente 545 oficiales y hombres.
Su planta motriz constaba de una máquina de vapor de doble expansión vertical que accionaba una sola hélice, alimentado por 12 calderas cilíndricas que le proporcionaban una potencia de 5290 CV (3940 kW) que le daban una velocidad máxima de alrededor de 12,5 nudos (23,2 km/h, 14.4 mph).

El buque podía alojar un máximo de 1000 toneladas de carbón que le daban una autonomía de 4200 millas náuticas (7800 km; 4800 millas) a una velocidad de 9 nudos (17 km/h; 10 mph) . También estaba equipado con tres mástiles para navegar a la vela.

## Armamento y blindaje
El armamento principal del Minin consistía en 4 cañones de 203 mm y el secundario en 12 de 152 mm y 4 de 87 milímetros.

Su blindaje estaba formado por un cinturón completo en la línea de flotación, de hierro forjado, que variaba en grosor desde 178 mm a mitad del buque, hasta 152 mm en los extremos. El cinturón tenía una altura total de 2,1 m, de los cuales 1,5 m estaban por debajo de la línea de flotación.
El crucero tenía una cubierta de acero de 25 mm de grosor, pero su armamento estaba completamente desprotegido.

## Destino final
El crucero fue reconvertido en buque minador entre 1909 y 1911, y pasó a llamarse Ládoga. Sus aparejos se redujeron a 2 mástiles y su armamento se redujo a 4 cañones de 47 mm y capacidad para transportar 1000 minas.

El Ládoga ayudó a establecer una barrera de la minas en el Golfo de Finlandia en 1914 y resultó hundido en el Báltico, el 15 de agosto de 1915, por minas colocadas por el submarino alemán SM UC-4.